# Вамболы
Вамболы — село в Зырянском районе Томской области, Россия. Входит в состав Михайловского сельского поселения.

## География
Вамболы расположены на юге Зырянского района. На территории села находятся истоки двух безымянных речек, сливающихся в один поток в нескольких сотнях метров к северу от Вамболов — он, в свою очередь, затем впадает в реку Туендат.

## История
Село основано в начале XX века эстонскими переселенцами; одна из улиц в Вамболах носит имя Георга Отса. В документах архивных фондов и в справочной литературе с 1909 по 1992 год село называлось Вамболинский, Вамбола, Вамболы, Вомбалы, Вамбалы. Из-за путаницы в названиях осенью 2014 года жители села обратились в Законодательную думу Томской области с просьбой вернуть исторически верное название Вамболы. Обращение поступило в областной парламент, было одобрено депутатами, и после прохождения необходимых экспертиз было утверждено распоряжением российского Правительства.

## Население
| 1926 | 2002 | 2010 | 2012 | 2013 | 2014 | 2015 |
| ---- | ---- | ---- | ---- | ---- | ---- | ---- |
| 766  | ↘321 | ↘224 | ↘214 | ↗218 | ↘206 | ↘204 |
| 2016 | 2021 |      |      |      |      |      |
| ↘197 | ↘130 |      |      |      |      |      |

Национальный состав
Согласно результатам переписи 2002 года, в национальной структуре населения русские составляли 40 %, эстонцы — 36 %.

## Социальная сфера и экономика
В посёлке есть фельдшерско-акушерский пункт, Дом культуры и библиотека.
Основа местной экономической жизни — сельское хозяйство и розничная торговля.